# 劉書年
刘书年（1811年—1861年），字竹史，号仙石，直隶献县人，道光庚子科举人，乙巳科进士。

## 生平
授翰林院编修，道光三十年授贵州安顺知府，后移任贵阳知府，筹办团练以防民变。咸丰初，太平军逼近畿辅，奉命返回直隶督办团练。著有《贵阳说经残稿》，《滌濫軒詩鈔》。

## 家庭
父亲刘廷楠是乾隆五十二年的进士，后任知府；弟弟刘其年是道光二十七年的进士。